# Kurt Mälzer
Kurt Mälzer (2 août 1894 - 24 mars 1952) était un officier allemand durant la Première Guerre mondiale, l'entre-deux-guerres et pendant la Seconde Guerre mondiale.

## Biographie
Mälzer s'engage dans l'armée comme porte-drapeau dans le 19e bataillon du train, à l'âge de 19 ans, et combat durant la Première Guerre mondiale avec ce bataillon.
Entre 1920 et 1928, il dirige un peloton de véhicules blindés. De 1923 à 1925, il suit les cours d'une école d'artillerie, puis d'une école d'ingénieurs.
En 1933, il est transféré dans l'armée de l'air. Il est promu colonel en 1939. Il participe à la Campagne de Pologne. Il est promu général en 1941 et exerce une activité au ministère de la Guerre.
En 1943, il est envoyé à Rome. En 1944, Mälzer est directement associé au Massacre des Fosses ardéatines. Kurt Mälzer, sous les ordres de Adolf Hitler, a ordonné le massacre, par la suite planifié et exécuté par les SS, sous Herbert Kappler.
Après la guerre, il est jugé par les Alliés et condamné à mort. Sa condamnation est commuée en une peine de prison à vie. Il est mort en prison en 1952.

## Décorations
- Croix de fer (1914)
  - 2e Classe
  - 1re Classe
- Croix d'honneur pour combattant 1914-1918